# Centro Cultural Português
O Centro Cultural Português é uma associação de imigrantes portugueses localizado na cidade de Santos, no estado de São Paulo, no Brasil. Foi criado em 2010 a partir da fusão entre o Centro Português de Santos (fundado em 1895) e a Sociedade União Portuguesa (fundada em 1928).

## Centro Português de Santos

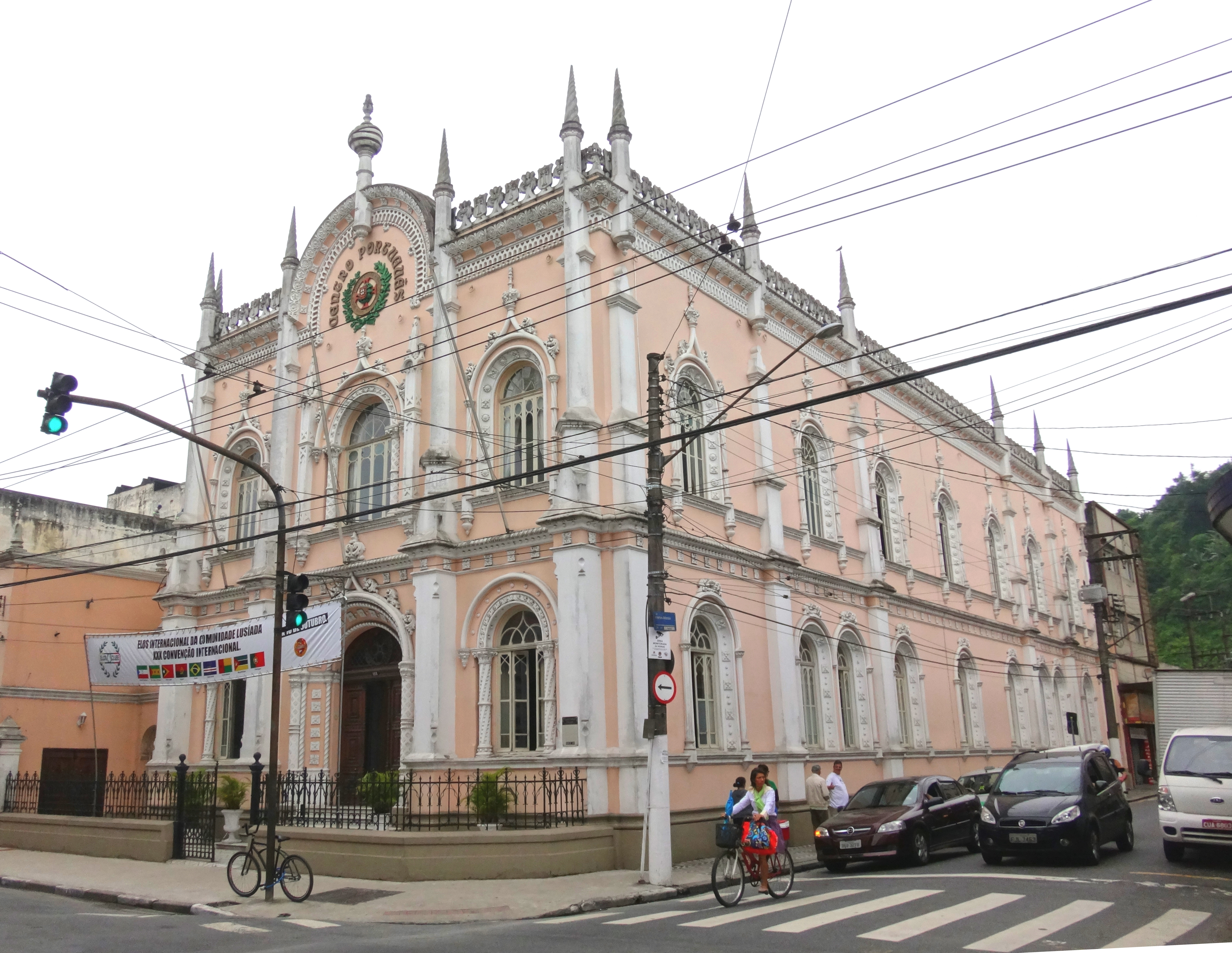
Edifício neomanuelino do Centro Português, na rua Amador Bueno.

A associação foi fundada, com o nome de Real Centro Português, a 01 de dezembro de 1895, numa cerimônia realizada no Teatro Guarany. Seu objetivo era proporcionar atividades educativas, literárias, recreativas e sociais aos imigrantes portuguesas da cidade.
A sede do centro foi construída entre 1898 e 1901 segundo o projeto dos engenheiros portugueses Ernesto Maia e João Esteves Ribeiro da Silva, que desenharam o edifício em Portugal. O estilo elegido foi o neomanuelino, que recria a arquitetura vigente em Portugal na Era dos Descobrimentos e é evidente na decoração externa do edifício em janelas e portais, além da platibanda decorada da cimalha. No interior destaca-se o salão nobre, com pinturas de temática camoniana inspirados n'Os Lusíadas realizadas pelo pintor espanhol A. Fernández.